# Madonna Altman
La Madonna Altman (Sacra Famiglia con Maria Maddalena) è un dipinto tempera a colla e oro su tela (57,2x45,7 cm) di Andrea Mantegna, databile al 1495-1505 e conservato nel Metropolitan Museum di New York.

## Storia
L'opera viene di solito datata alla fase tarda dell'artista, sia per ragioni tecniche (l'uso della tela) che stilistiche (affinità con la Pala Trivulzio e altre opere del periodo) quali la ricchezza cromatica e figurativa.
Si tratta forse dell'opera vista dal Boschini nella chiesa dello Spedale degli Incurabili a Venezia, la cui descrizione però corrisponde anche alla Sacra famiglia del Museo di Castelvecchio, Verona.
L'opera comparve nelle collezioni del conte napoletano Agosto d'Aiuti, che la cedette nel 1902 a un antiquario inglese che la vendette subito a Londra. Dopo vari passaggi di proprietà in più paesi, fu acquistata da Benjamin Altman nel 1912, che la cedette con la propria collezione al museo per testamento (1913).

## Descrizione e stile
Maria, con un velo di un inconsueto tono giallo, tiene in grembo il Bambino con l'ausilio di un cuscino. I due non si guardano, come in molte altre opere dell'artista, ma sono legate da un tenero abbraccio. Dietro di loro stanno san Giuseppe (a sinistra) e una santa a destra, probabilmente Maria Maddalena. Particolarmente delicati sono i lineamenti delle due donne, che hanno un'espressione assorta e malinconica, poiché presagiscono la sorte tragica di Gesù.
Lo sfondo, come nella Pala Trivulzio e nella Madonna della Vittoria, è un'alta siepe ricca di frutti. Il carattere della pittura opaco e che lascia intravedere la tela sottostante più che a una reale scelta dell'autore è da imputare alle cattive condizioni di conservazione della tela.